# Nati nel 1943/Febbraio
| Questa pagina contiene informazioni ricavate automaticamente dalle voci biografiche con l'ausilio del template Bio e di un bot. L'aggiornamento è periodico e automatico e ricostruisce completamente la pagina. Se manca una persona in questa lista, sei pregato di non aggiungerla, ma accertati piuttosto che la sua voce biografica contenga il template Bio e che i dati anagrafici siano correttamente compilati. Se il template Bio manca, inseriscilo tu stesso o, in alternativa, metti l'avviso {{tmp\|Bio}} che ne segnala la mancanza. Se i dati riportati sono sbagliati, correggi direttamente la voce biografica; le modifiche saranno visibili in questa lista entro pochi giorni. Per chiarimenti vedi il progetto biografie. La lista contiene solo le 243 persone che sono citate nell'enciclopedia e per le quali è stato implementato correttamente il template Bio. Pagina aggiornata al 2 ago 2025. |

- 1º febbraio - Viktor Petrovič Dubynin, generale russo († 1992)
- 1º febbraio - Sauro Fracassa, calciatore italiano († 2000)
- 1º febbraio - Rosemarie Frankland, modella e attrice britannica († 2000)
- 1º febbraio - Franco Galeone, scrittore e ebraista italiano
- 1º febbraio - Linda Gaye Scott, attrice statunitense
- 1º febbraio - Ettore Giardiniero, politico italiano († 1987)
- 1º febbraio - Tina Sloan, attrice statunitense
- 1º febbraio - Gennadij Četin, sollevatore sovietico († 2002)
- 2 febbraio - Aytekin Akkaya, attore, sceneggiatore e regista turco
- 2 febbraio - Maria Attanasio, poetessa e scrittrice italiana
- 2 febbraio - Dieter Braun, pilota motociclistico tedesco
- 2 febbraio - Gary Dornhoefer, ex hockeista su ghiaccio canadese
- 2 febbraio - Paolo Garimberti, giornalista, dirigente pubblico e dirigente sportivo italiano
- 2 febbraio - Klaus Lisiewicz, ex calciatore tedesco orientale
- 2 febbraio - Nico Lo Muto, cantante italiano († 2018)
- 2 febbraio - Ornella Pozzolo, scrittrice e poetessa italiana
- 2 febbraio - José Ramón Ramos, cestista spagnolo († 2024)
- 2 febbraio - Marc Richir, filosofo belga († 2015)
- 2 febbraio - Maria Beatrice di Savoia, principessa italiana
- 3 febbraio - Robert J. Bentley, politico statunitense
- 3 febbraio - Neil Bogart, imprenditore statunitense († 1982)
- 3 febbraio - Domenico Calcagno, cardinale e arcivescovo cattolico italiano
- 3 febbraio - Alberto Castagnetti, nuotatore italiano († 2009)
- 3 febbraio - Blythe Danner, attrice statunitense
- 3 febbraio - Dennis Edwards, cantante statunitense († 2018)
- 3 febbraio - Seizō Fukumoto, attore giapponese († 2021)
- 3 febbraio - Pierre Howard, politico statunitense
- 3 febbraio - Alastair MacLennan, artista scozzese
- 3 febbraio - Luciano Manni, ex calciatore italiano
- 3 febbraio - Shawn Phillips, cantautore statunitense
- 4 febbraio - Svetlana Babanina, ex nuotatrice sovietica
- 4 febbraio - Francesco Barilli, regista, attore e sceneggiatore italiano
- 4 febbraio - Barry Beckett, tastierista e produttore discografico statunitense († 2009)
- 4 febbraio - Luigi De Mitri, pittore e storico dell'arte italiano
- 4 febbraio - Sergej Dubov, giornalista, editore e imprenditore russo († 1994)
- 4 febbraio - Sigitas Geda, scrittore lituano († 2008)
- 4 febbraio - Bozidar Ranogajec, ex calciatore jugoslavo
- 4 febbraio - Wanda Rutkiewicz, alpinista polacca († 1992)
- 4 febbraio - Padma Subrahmanyam, danzatrice, coreografa e compositrice indiana
- 4 febbraio - Ken Thompson, informatico e hacker statunitense
- 5 febbraio - Nolan Bushnell, ingegnere e imprenditore statunitense
- 5 febbraio - Gianna Gissi, costumista italiana
- 5 febbraio - Michael Mann, regista, sceneggiatore e produttore cinematografico statunitense
- 5 febbraio - Renato Marengo, conduttore radiofonico, produttore discografico e giornalista italiano
- 5 febbraio - Craig Morton, ex giocatore di football americano statunitense
- 5 febbraio - Giancarlo Prete, attore, doppiatore e direttore del doppiaggio italiano († 2001)
- 5 febbraio - Giuseppe Ravano, cavaliere italiano
- 5 febbraio - Sergej Rožkov, ex calciatore e allenatore di calcio sovietico
- 5 febbraio - Shamseddin Seyed-Abbassi, lottatore iraniano († 2004)
- 5 febbraio - Dušan Uhrin, allenatore di calcio e ex calciatore cecoslovacco
- 5 febbraio - Manuel Luís dos Santos, ex calciatore portoghese
- 5 febbraio - Ivan Čerepnin, compositore statunitense († 1998)
- 6 febbraio - Fabian, cantante, attore e personaggio televisivo statunitense
- 6 febbraio - Alfredo Guzmán, ex nuotatore messicano
- 6 febbraio - Gayle Hunnicutt, attrice statunitense († 2023)
- 6 febbraio - Leonid Osipov, pallanuotista sovietico († 2020)
- 6 febbraio - Francesco Sapio, politico italiano
- 6 febbraio - Per Svensson, lottatore svedese († 2020)
- 7 febbraio - Franco Bodrero, ciclista su strada italiano († 1970)
- 7 febbraio - Matthias Brehme, ex ginnasta tedesco
- 7 febbraio - Greydon Clark, regista, sceneggiatore e produttore cinematografico statunitense
- 7 febbraio - Eric Foner, storico statunitense
- 7 febbraio - Gareth Hunt, attore britannico († 2007)
- 7 febbraio - Vittorio Paravia, imprenditore italiano
- 7 febbraio - Jos van der Vleuten, ciclista su strada e ciclocrossista olandese († 2011)
- 8 febbraio - Erminio Bianchi Fasani, attore e ex attore pornografico italiano
- 8 febbraio - Creed Bratton, attore e musicista statunitense
- 8 febbraio - Bennie Briscoe, pugile statunitense († 2010)
- 8 febbraio - Gianni Da Campo, regista, scrittore e traduttore italiano († 2014)
- 8 febbraio - Helmut Kohl, arbitro di calcio austriaco († 1991)
- 8 febbraio - Vittorio Marsiglia, attore italiano
- 8 febbraio - Willy Roy, allenatore di calcio e ex calciatore tedesco
- 8 febbraio - Valerie Thomas, informatica statunitense
- 9 febbraio - Paolo Cuccu, politico italiano († 2019)
- 9 febbraio - Dieter Dierks, produttore discografico tedesco
- 9 febbraio - Pat Dunne, calciatore irlandese († 2015)
- 9 febbraio - Pasquale Galbusera, pittore e scultore italiano († 2024)
- 9 febbraio - Jim King, ex cestista statunitense
- 9 febbraio - Michel Le Ray, ex cestista e allenatore di pallacanestro francese
- 9 febbraio - Barbara Lewis, cantante statunitense
- 9 febbraio - Sergio Merusi, politico e economista italiano
- 9 febbraio - Jonny Nilsson, pattinatore di velocità su ghiaccio svedese († 2022)
- 9 febbraio - Joe Pesci, attore e musicista statunitense
- 9 febbraio - Doris Rogers, ex cestista statunitense
- 9 febbraio - Joseph Stiglitz, economista e saggista statunitense
- 9 febbraio - Yan Thomas, giurista e storico francese († 2008)
- 10 febbraio - Robert Collignon, politico belga
- 10 febbraio - Harald Fritzsch, fisico tedesco († 2022)
- 10 febbraio - Hak Ja Han, predicatrice e pacifista sudcoreana
- 10 febbraio - Walter B. Jones, politico statunitense († 2019)
- 10 febbraio - Bruno Pignata, violinista italiano
- 10 febbraio - Larry Young, ex marciatore statunitense
- 11 febbraio - Joselito, cantante e attore spagnolo
- 11 febbraio - Serge Lama, cantautore francese
- 11 febbraio - Antonio Lopez, illustratore statunitense († 1987)
- 11 febbraio - Pierre Matignon, ciclista su strada francese († 1987)
- 11 febbraio - Alan Rubin, trombettista statunitense († 2011)
- 11 febbraio - Albin Vidović, pallamanista croato († 2018)
- 11 febbraio - George Woods, pesista statunitense († 2022)
- 12 febbraio - Willie Callaghan, ex calciatore scozzese
- 12 febbraio - David Odell, sceneggiatore statunitense
- 12 febbraio - Richard Edmund Pates, vescovo cattolico statunitense
- 12 febbraio - Giovan Battista Pichierri, arcivescovo cattolico italiano († 2017)
- 12 febbraio - Manfred Schäfer, allenatore di calcio e calciatore tedesco († 2023)
- 12 febbraio - Michele Taruffo, giurista italiano († 2020)
- 13 febbraio - Ugo Chiti, drammaturgo, sceneggiatore e regista italiano
- 13 febbraio - Carole Joan Crawford, modella giamaicana († 2024)
- 13 febbraio - Friedrich Christian Delius, scrittore e poeta tedesco († 2022)
- 13 febbraio - Leo Frankowski, scrittore statunitense († 2008)
- 13 febbraio - Erik Fredriksson, ex arbitro di calcio svedese
- 13 febbraio - Giovanni Lista, saggista, storico dell'arte e critico d'arte italiano
- 13 febbraio - Yoshinao Nanbu, karateka giapponese († 2020)
- 13 febbraio - Elaine Pagels, docente statunitense
- 13 febbraio - Franco Patria, pilota automobilistico e pilota di rally italiano († 1964)
- 13 febbraio - Kendall Rhine, cestista statunitense († 2022)
- 13 febbraio - Geoffrey Rowell, vescovo anglicano e vescovo vetero-cattolico britannico († 2017)
- 13 febbraio - Donald Sumpter, attore britannico
- 14 febbraio - Eric Andersen, cantautore statunitense
- 14 febbraio - Justina Bricka, tennista statunitense
- 14 febbraio - Enrico Carnevale Schianca, saggista italiano († 2020)
- 14 febbraio - Marie-France James, scrittrice e docente canadese
- 14 febbraio - Maceo Parker, sassofonista e cantante statunitense
- 14 febbraio - Dave Thomson, ex calciatore scozzese
- 14 febbraio - Mohammed Ziane, avvocato e politico marocchino
- 15 febbraio - Dan Anderson, ex cestista statunitense
- 15 febbraio - Griselda Blanco, criminale colombiana († 2012)
- 15 febbraio - Elke Heidenreich, scrittrice, giornalista e conduttrice televisiva tedesca
- 15 febbraio - Domenico Starnone, scrittore, sceneggiatore e insegnante italiano
- 16 febbraio - Cristián Caro Cordero, arcivescovo cattolico cileno
- 16 febbraio - Anthony Dowell, ex ballerino e direttore artistico britannico
- 16 febbraio - Lars Heineman, ex calciatore svedese
- 16 febbraio - Anatolij Orel, politico e diplomatico ucraino
- 16 febbraio - Teri Ralston, attrice e cantante statunitense
- 17 febbraio - Renato Caocci, ex calciatore italiano
- 17 febbraio - Romano Cazzaniga, allenatore di calcio e ex calciatore italiano
- 17 febbraio - Gero Erhardt, regista e direttore della fotografia tedesco († 2021)
- 17 febbraio - Germana Francioli, attrice italiana
- 17 febbraio - Franco Javarone, attore e pittore italiano
- 17 febbraio - Claire Malis, attrice statunitense († 2012)
- 17 febbraio - Gérard Rinaldi, cantante, attore e doppiatore francese († 2012)
- 18 febbraio - Carmine Alfieri, mafioso e collaboratore di giustizia italiano
- 18 febbraio - Richard Barrett, attivista e avvocato statunitense († 2010)
- 18 febbraio - Armando Cavaliere, attore italiano († 2024)
- 18 febbraio - Graeme Garden, attore, comico e conduttore televisivo scozzese
- 18 febbraio - Ricky Gianco, cantante, chitarrista e compositore italiano
- 18 febbraio - Karl Gustav Hammar, arcivescovo luterano e teologo svedese
- 18 febbraio - Olli Laiho, ginnasta finlandese († 2010)
- 18 febbraio - Jean-Claude Maire Vigueur, medievista francese
- 18 febbraio - Borislav Paravac, politico bosniaco
- 18 febbraio - Wilfried Puis, calciatore belga († 1981)
- 18 febbraio - Michel Ringeval, allenatore di rugby a 15, rugbista a 15 e dirigente sportivo francese
- 18 febbraio - Bernard Rollin, filosofo e docente statunitense († 2021)
- 19 febbraio - Laurie Allan, batterista e percussionista britannico
- 19 febbraio - Jorge Arganis Díaz Leal, politico e funzionario messicano († 2024)
- 19 febbraio - Homer H. Hickam jr., scrittore statunitense
- 19 febbraio - Tim Hunt, biochimico britannico
- 19 febbraio - Augusto Massa, politico italiano
- 19 febbraio - Wil Tirion, cartografo olandese († 2024)
- 19 febbraio - Stefania Toczyska, mezzosoprano polacco
- 19 febbraio - Jan de Rooy, pilota di rally olandese († 2024)
- 20 febbraio - Aleksandr Pavlovič Aleksandrov, cosmonauta sovietico
- 20 febbraio - Franco Cordelli, scrittore e critico teatrale italiano
- 20 febbraio - Joe Daley, ex hockeista su ghiaccio canadese
- 20 febbraio - Jean-Pierre Giudicelli, pentatleta francese († 2024)
- 20 febbraio - Antonio Inoki, wrestler e politico giapponese († 2022)
- 20 febbraio - Mike Leigh, regista e sceneggiatore britannico
- 20 febbraio - Remo Masini, attore italiano
- 20 febbraio - Eddy Offord, produttore discografico britannico
- 20 febbraio - Diana Paxson, scrittrice, compositrice e arpista statunitense
- 20 febbraio - Jean-Louis Rivoire, ex calciatore francese
- 21 febbraio - Gastone Cavazzana, giocatore di biliardo italiano
- 21 febbraio - Roberto Faenza, regista e sceneggiatore italiano
- 21 febbraio - David Geffen, produttore discografico e produttore cinematografico statunitense
- 21 febbraio - Mario Gerla, informatico e saggista italiano († 2019)
- 21 febbraio - Bruno Ghedina, hockeista su ghiaccio italiano († 2021)
- 21 febbraio - Louis Jauffret, ex sciatore alpino francese
- 21 febbraio - Sándor Katona, calciatore ungherese († 2009)
- 21 febbraio - Paul Kirchhof, magistrato e giurista tedesco
- 21 febbraio - Ljudmila Evgen'evna Ulickaja, scrittrice e sceneggiatrice russa
- 21 febbraio - Kitty Winn, attrice statunitense
- 22 febbraio - Terry Eagleton, critico letterario inglese
- 22 febbraio - Horst Köhler, politico, economista e funzionario tedesco († 2025)
- 22 febbraio - Enju Todorov, lottatore bulgaro († 2022)
- 22 febbraio - Dick Van Arsdale, cestista, allenatore di pallacanestro e dirigente sportivo statunitense († 2024)
- 22 febbraio - Tom Van Arsdale, ex cestista statunitense
- 22 febbraio - Ėduard Limonov, scrittore e politico russo († 2020)
- 22 febbraio - Otoya Yamaguchi, assassino giapponese († 1960)
- 23 febbraio - Fred Biletnikoff, ex giocatore di football americano statunitense
- 23 febbraio - Carl Gentile, ex calciatore statunitense
- 23 febbraio - Akaji Maro, coreografo, danzatore e attore giapponese
- 23 febbraio - Segismundo Martínez Álvarez, vescovo cattolico e missionario spagnolo († 2021)
- 23 febbraio - Frank Odoi, ex calciatore ghanese
- 24 febbraio - Lella Artesi, regista televisiva italiana
- 24 febbraio - Mauro Bogliatto, ex altista italiano
- 24 febbraio - Jacques Bompard, politico e saggista francese
- 24 febbraio - Catherine Cesarsky, astrofisica francese
- 24 febbraio - Giuseppina Dalle Molle, mezzosoprano italiano
- 24 febbraio - Rinaldo Frezza, ex calciatore italiano
- 24 febbraio - Kent Haruf, scrittore statunitense († 2014)
- 24 febbraio - Nick Krat, ex calciatore statunitense
- 24 febbraio - François Mazet, pilota automobilistico francese
- 24 febbraio - Luigi Meroni, calciatore italiano († 1967)
- 24 febbraio - Pablo Milanés, cantautore cubano († 2022)
- 24 febbraio - Anna Temesvári, nuotatrice ungherese
- 24 febbraio - Al Tucker, cestista statunitense († 2001)
- 25 febbraio - Aquilino Bonfanti, calciatore italiano († 2016)
- 25 febbraio - Liv Christiansen, ex sciatrice alpina norvegese
- 25 febbraio - Jack Concannon, giocatore di football americano statunitense († 2005)
- 25 febbraio - Giōrgos Dedes, ex calciatore greco
- 25 febbraio - George Harrison, cantautore, polistrumentista e compositore britannico († 2001)
- 25 febbraio - Wilson Piazza, ex calciatore brasiliano
- 25 febbraio - Joseph Spruyt, ex ciclista su strada belga
- 25 febbraio - Julien Stevens, ex ciclista su strada, pistard e dirigente sportivo belga
- 26 febbraio - Bill Duke, attore, regista e produttore cinematografico statunitense
- 26 febbraio - Dante Ferretti, scenografo e costumista italiano
- 26 febbraio - Bob Hite, cantante e musicista statunitense († 1981)
- 26 febbraio - Johnny Höglin, ex pattinatore di velocità su ghiaccio svedese
- 26 febbraio - Kazimira Prunskienė, politica lituana
- 26 febbraio - Albert Russo, scrittore, poeta e fotografo belga
- 26 febbraio - Giuseppe Sparacino, politico italiano
- 27 febbraio - Jimmy Burns, chitarrista e cantante statunitense
- 27 febbraio - Gabriele Cantagallo, ex calciatore italiano
- 27 febbraio - Mary Frann, attrice statunitense († 1998)
- 27 febbraio - Klaus Köste, ginnasta tedesco († 2012)
- 27 febbraio - Morten Lauridsen, compositore e direttore di coro statunitense
- 27 febbraio - Roberto Meraviglia, politico italiano († 2019)
- 27 febbraio - Jimmy Nicholson, ex calciatore nordirlandese
- 27 febbraio - Steven Orszag, fisico e matematico statunitense († 2011)
- 27 febbraio - Carlos Alberto Parreira, allenatore di calcio brasiliano
- 27 febbraio - Dorothee Piermont, politica tedesca
- 27 febbraio - Jonathan Rosenbaum, critico cinematografico statunitense
- 27 febbraio - Sheila Rowbotham, storica britannica
- 28 febbraio - Barbara Acklin, cantante statunitense († 1998)
- 28 febbraio - Charles Bernstein, compositore statunitense
- 28 febbraio - Hans Dijkstal, politico olandese († 2010)
- 28 febbraio - Pietro Fuda, politico italiano
- 28 febbraio - Alan F. Horn, imprenditore statunitense
- 28 febbraio - Tommy Kron, cestista statunitense († 2007)
- 28 febbraio - António Livramento, hockeista su pista e allenatore di hockey su pista portoghese († 1999)
- 28 febbraio - Claudio Mattone, compositore, paroliere e editore italiano
- 28 febbraio - Octavio Ocampo, artista messicano
- 28 febbraio - Poul Popiel, ex hockeista su ghiaccio statunitense
- 28 febbraio - Richard Romanus, attore e scrittore statunitense († 2023)